# Asamstraße 18

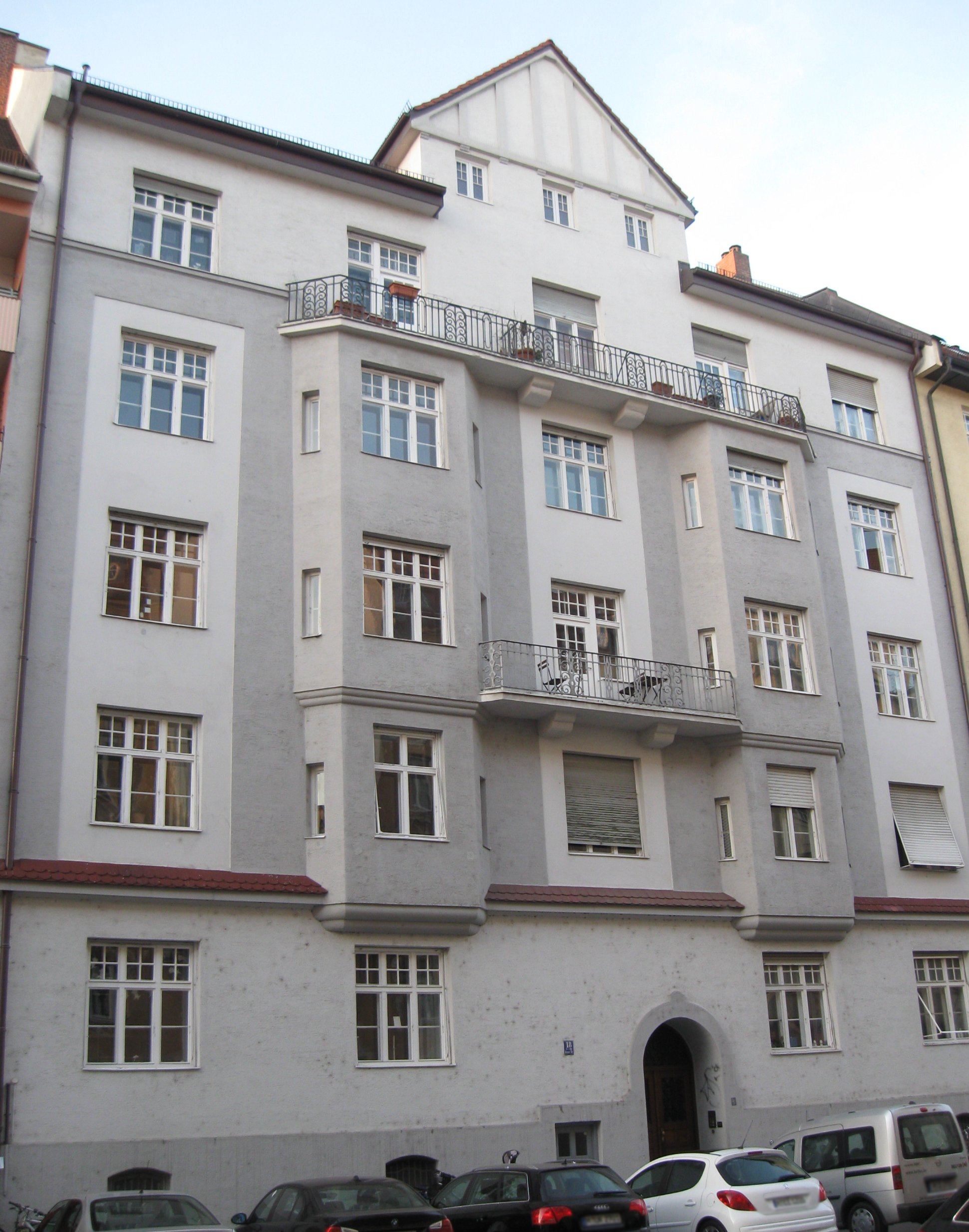
Straßenseite des Hauses Asamstraße 18

Das Haus Asamstraße 18 ist ein mehrstöckiges Mietshaus im Stadtteil Au der bayerischen Landeshauptstadt München. Es wurde Anfang des 20. Jahrhunderts im Jugendstil errichtet. 
Die Fassade wird durch zwei Erker und Balkongitter gegliedert. Das Haus ist unter der Nummer D-1-62-000-431 in die Bayerische Denkmalliste eingetragen.
2016 diente das Haus als Kulisse für den Spielfilm Unter Wölfen der deutschen Fernsehserie Hubert und Staller.